# 7-氨基放线菌素D
7-氨基放线菌素D（缩写7-AAD），是一种对DNA有很高亲和力的荧光染料，常用于流式細胞術和熒光顯微鏡中对DNA的染色，激发峰在546nm，发射峰在647nm。

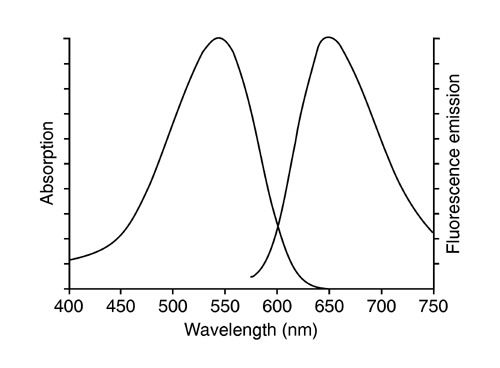
7-AAD的激发光谱和发射光谱